# Килијан Марфи
Килијан Марфи (енгл. Cillian Murphy; Корк, 25. мај 1976) ирски је глумац. Његов рад обухвата и позориште и филм, а међу његовим признањима су Оскар, БАФТА награда и Златни глобус.
У професионалној каријери дебитовао је у драми Енде Волша из 1996. године Disco Pigs, улогу коју је касније поновио у филмској адаптацији из 2001. године. Његови рани филмски наступи укључују хорор филм 28 дана касније (2002), мрачну комедију Прекид (2003), трилер Ноћни лет (2005), ирску ратну драму Ветар који њише јечам (2006) и научнофантастични трилер Сунце (2007). Тумачио је трансродну ирску жену у комедији-драми Доручак на Плутону (2005), за коју је добио своју прву номинацију за Златни глобус.
Мерфи је започео сарадњу са редитељем Кристофером Ноланом 2005. године, играјући Страшило у трилогији Мрачни витез (2005–2012), као и појављујући се у филмовима Почетак (2010) и Денкерк(2017). Стекао је већу славу улогом Томаса Шелбија у историјској драми Би-Би-Сија Бирмингемска банда (2013–2022) и главном улогом у хорор наставку Тихо место 2 (2020). Мерфи је тумачио Џ. Роберта Опенхајмера у Нолановом филму Опенхајмер (2023), за који је освојио БАФТА и Оскара за најбољег глумца.

## Рани живот и образовање
Мерфи је рођен 25. маја 1976. године у Дагласу, у Корку. Његова мајка је предавала француски, док је отац, Брендан, радио у Министарству образовања. Његов деда, тетке и стрицеви такође су били учитељи. Одрастао је у Балинтемплу, у Корку, заједно са млађим братом Падијем и млађим сестрама Шиле и Орлом. Песме је почео да пише и изводи са десет година.
Мерфи је одрастао у католичкој породици и похађао је приватну католички колеџ Браће Презентејшн (енгл. Presentation Brothers College). Био је добар ученик, али је често упадао у невоље, па је понекад био и суспендован. У четвртом разреду је одлучио да несташлуци нису вредни проблема. Није био заинтересован за спорт, који је био значајан део наставног програма школе, већ је сматрао да се уметничке активности занемарују.
Први пут је наступио у средњој школи, учествујући у драмском модулу који је представио Пат Кирнан, директор театарске компаније Коркадорка (енгл. Corcadorca Theatre Company). Тај доживљај је описао као „високо узбуђење“ и осећај да је „потпуно жив“, чему је након тога тежио. Романописац Вилијам Вол, његов професор енглеског, охрабрио га је да се бави глумом, али је он био усредсређен на то да постане рок звезда. Крајем тинејџерских и почетком двадесетих година, певао је и свирао гитару у неколико бендова са својим братом Падијем. Дуо опседнут Битлсима назвао је свој најуспешнији бенд The Sons of Mr. Green Genes, по песми Френка Запе. Бенд је „специјализован за чудновате текстове и бескрајне гитарске соло деонице“. Понудили су им уговор за пет албума од издавачке куће Acid Jazz Records, али су га одбили јер је Пади још увек био у школи, а нису били задовољни малом свотом новца коју би добили за давање права на Мерфијеве композиције. Мерфи је касније признао: „Сада сам врло срећан што нисмо потписали јер на тај начин практично потписујете свој живот издавачкој кући.“
Мерфи је 1996. године почео да студира право на Универзитетском колеџу у Корку (UCC), али није положио испите из прве године јер „није имао амбиције да се тиме бави“. Осим што је био заузет радом са бендом, већ је након неколико дана на факултету схватио да не жели да се бави правом. Након што је погледао позоришну продукцију A Clockwork Orange у режији Кирнана, почео је да се усмерава ка глуми.
Његова прва значајна улога била је у аматерској продукцији драмског школског друштва Observe the Sons of Ulster Marching Towards the Somme, где је глумио и ирско-амерички комичар Дес Бишоп. Мерфи је такође играо главну улогу у њиховој продукцији Little Shop of Horrors, која је изведена у Корк опери. Касније је признао да му у том периоду примарна мотивација није била да започне глумачку каријеру, већ да одлази на журке и упознаје жене.

## Каријера

### Рад у позоришту и ране улоге: 1996–2002
Мерфи је вршио притисак на Пата Кирнана све док није добио аудицију у театарској компанији Коркадорка, и у септембру 1996. године професионално је дебитовао на сцени, играјући улогу нестабилног тинејџера из Корка у представи Енде Волша Disco Pigs. Волш се присећа сусрета са Мерфијем и његовог откривања: „Било је нешто у њему, био је невероватно загонетан и улазио је у просторију са стварним присуством, а ви бисте помислили: 'Боже мој'. То није имало везе са тим проклетим очима о којима сви непрестано причају.“ Мерфи је приметио: „Био сам невероватно самоуверен и нисам имао шта да изгубим, а то је, претпостављам, одговарало улози.“ Првобитно планирано да траје три недеље у Корку, Disco Pigs су завршили двогодишњу турнеју по Европи, Канади и Аустралији, након чега је Мерфи напустио и универзитет и свој бенд. Иако је намеравао да се врати музици, обезбедио је агента након што је његов први агент гледао извођење Disco Pigs, чиме је његова глумачка каријера почела да се развија.
Глумио је у многим позоришним продукцијама, укључујући Шекспирову Много вике ни око чега (1998), The Country Boy и Јуно и Пајкок (обе 1999). Почео је да се појављује у независним филмовима, попут On the Edge (2001), и кратким филмовима, укључујући Filleann an Feall (2000) и Watchmen (2001). Поново је играо своју улогу у филмској адаптацији Disco Pigs (2001) и појавио се у телевизијској мини-серији BBC-ја The Way We Live Now.

### 28 дана каснијеи пробој: 2002–2004
Мерфи је добио главну улогу у хорор филму Денија Бојла 28 дана касније (2002). Глумио је преживелог пандемије, Џима, који је „запањен што се нашао сам у пустом, постапокалиптичном свету“ након што се пробудио из коме у болници у Лондону. Директорка кастинга Гејл Стивенс предложила је Бојлу да позове Мерфија на аудицију, импресионирана његовом улогом у Disco Pigs.
Филм је, објављен крајем 2002. године у Великој Британији, доживео велики успех у Северној Америци и широм света, чиме је Мерфи постао познат широј публици. Његов наступ му је донео номинације за Најбољег новајлију на 8. додели награда Емпајер и за пробојну мушку улогу на Филмским и ТВ наградама МТВ 2004. године.
Године 2003. играо је улогу Константина у сценској продукцији Чеховљевог Галеба на Единбуршком интернационалном фестивалу. Исте године глумио је у филму Прекид (2003), који је постао најуспешнији ирски независни филм по благајнама у Ирској. Такође је имао споредне улоге у филмовима Хладна планина (2003) и Девојка са бисерном минђушом (2003).
Године 2004, Мерфи је обишао Ирску са позоришном компанијом Друид, у представи The Playboy of the Western World (играјући лик Кристија Махона) под режијом Герија Хајнса, који је раније режирао Мерфија 1999. године у позоришним продукцијама Јуно и Пајкок, као и у The Country Boy.

### Улоге зликоваца и успех код критике: 2005–2006
Мерфи се појавио као др Џонатан Крејн у филму Бетмен почиње (2005) Кристофера Нолана. Првобитно је био позван на аудицију за улогу Бруса Вејна / Бетмена, али је Мерфи сматрао да нема физичке предиспозиције за суперхероја. Ипак, радо је прихватио прилику да сарађује са режисером Ноланом. Иако је главна улога припала Кристијану Бејлу, Нолан је био толико импресиониран Мерфијем да му је доделио споредну улогу др Крејна, чије је алтер его суперзликовац Страшило. Нолан је за магазин Spin изјавио: „Има најневероватније очи и стално сам проналазио изговоре да му у крупним кадровима скидам наочаре.“ Исте године, Мерфи је играо Џексона Рипнера у трилеру Веса Крејвена Ноћни лет (2005), где је терорисао лик Рејчел Мекадамс током ноћног лета. Критичарка The New York Timesa, Манола Даргис, описала је Мерфија као „савршеног зликовца“ са „погледом хладним као лед и вуковским осмехом који изазива страх.“ Филм је добио повољне критике и зарадио готово 100 милиона долара широм света.
Мерфи је за своје улоге зликовца из 2005. године добио више номинација, укључујући и номинацију за најбољег зликовца на МТВ филмским наградама 2006. године за Бетмен почиње. Часопис Entertainment Weekly га је уврстио у летњу листу „најбољих звезда“ 2005. године. Дејвид Денби из The New Yorkera је написао: „Силијан Мерфи, са анђеоским изгледом који може постати застрашујући, један је од најелегантније заводљивих чудовишта у новијим филмовима.“
У филму Доручак на Плутону (2005) Нила Џордана, Мерфи је тумачио Патрика / Китен Брејдена, трансродну Иркињу у потрази за својом мајком. На позадини шареноликог сценарија седамдесетих, са глитер рок модом, магичним представама, квартовима црвених фењера и насиљем ИРА-е, Мерфи се трансформише из андрогиног тинејџера у плавокосу драг краљицу. Припремајући се за улогу, упознао је трансвестита који га је обучавао и водио у клубове. Роџер Иберт је похвалио његов наступ, истичући „забаван и надајући тон“ његовог лика. Филм је добио млак пријем, али су критичари хвалили Мерфијеву глуму. За улогу у Доручку на Плутону био је номинован за Златни глобус за најбољег глумца у мјузиклу или комедији, а освојио је награду Ирске филмске и телевизијске академије.
Године 2006. Мерфи је глумио у филму Ветар који њише јечам, који се бави Ирским ратом за независност и Ирским грађанским ратом. Филм је освојио Златну палму на Канском филмском фестивалу и постао најуспешнији ирски независни филм. Мерфи је изјавио да му је било посебно задовољство снимати у Корку, због своје блиске повезаности с тим крајем. Након шест аудиција, добио је улогу Дамијена О’Донована, младог лекара који постаје револуционар. Мерфи је ову улогу сматрао посебном привилегијом и изразио је огроман понос због филма, напомињући да „сећања сежу веома дубоко: политика, поделе, и свако има приче о члановима породице који су били укључени у борбу“. Критичар Дејвид Денби је истакао Мерфијеве тренутке дубоке смирености и посебности у приказивању лика. Кенет Туран из Los Angeles Timesa је написао да је „Мерфи нарочито добар у приказивању ревносности, као и у испољавању преиспитивања и кајања, показујући човека који је изједен изнутра јер је приморан да делује на начине који су у супротности са његовим пореклом и обуком“. Часопис GQ доделио је Мерфију награду за глумца године 2006. године за његов рад у филму Ветар који њише јечам.

### Даље улоге у позоришту и филму: 2006–2012
Мерфи се вратио на позорницу глумећи заједно са Нив Кембел у позоришту New Ambassadors у лондонском Вест Енду од новембра 2006. до фебруара 2007. године, у главној улози у представи Love Song Џона Колвенбаха. Часопис Theatre Record је његов лик Бина описао као „шармантно ексцентричног“ ментално нестабилног „сентименталног усамљеног хероја“, истичући како магнетично, са „плавим очима и трзајима руку“, комично прелази од стидљивог „зидара“ до брбљивог и заљубљеног мушкарца. Часопис Variety је сматрао да је његов наступ „магнетичан на сцени као и на екрану“, напомињући да његова „непресудна збуњеност спасава одређену претерану наивност лика идиотског саванта од пропасти“.
Глумио је у научнофантастичном филму Сунце (2007) као физичар-астронаут задужен за поновно покретање сунца, у режији Денија Бојла. Партнерка му је била Луси Љу у романтичној комедији Посматрајући детективе (2007) Пола Сотера; овај независни филм премијерно је приказан на Трибека филмском фестивалу 2007. године, а касније је објављен директно на DVD-у. Мерфи је глумио Ричарда Невила, уредника психоделичног радикалног андерграунд магазина Оз у филму Hippie Hippie Shake, који је сниман 2007. године, али је пројекат касније одложен и на крају стављен на чекање 2011. године.
Мерфи се кратко појавио као Страшило у Ноланов филму Мрачни витез (2008), наставку филма Бетмен почиње, пре него што је глумио у филму На рубу љубави; о љубавној четвороугловој причи у којој учествује песник Дилан Томас, са Киром Најтли, Сијеном Милер и Метјуом Рисом. У јулу 2008. године, Мерфи се први пут појавио у другом медију, на поштанској марки. Ирска пошта, An Post, објавила је серију од четири марке у част креативности филмова недавно произведених у Ирској, укључујући и једну са Мерфијевом фотографијом из филма Ветар који њише јечам.
Године 2009. Мерфи је глумио заједно са рок певачицом Фист и глумцем Дејвидом Фоксом у филму The Water, у режији Кевина Друа из групе Broken Social Scene. Канадски кратки филм од 15 минута, објављен онлајн у априлу 2009. године, готово је потпуно нем све до песме Feist која се пушта при крају. Мерфија је улога привукла као обожаваоца Broken Social Scene и могућност да игра у немом филму, што је сматрао „најтежим тестом за сваког глумца“. Мерфи је такође глумио у филму Перијерова награда, криминалној комедији-драми од твораца филма Прекид, у којој је тумачио ситног криминалца који бежи од гангстера ког глуми Брендан Глисон.

## Лични живот
Године 2004, Мерфи се оженио својом дугогодишњом девојком Ивон Мекгинис, коју је упознао на једном од наступа свог рок бенда 1996. године. Живели су у Даблину до 2001. године, када су се преселили у Лондон како би његова супруга похађала Краљевски колеџ уметности. Након 14 година, вратили су се у Даблин 2015. године. Имају два сина, рођена 2005. и 2007. године.
Мерфи је одрастао као католик. Изјавио је да је био на ивици агностицизма све до улоге физичара и астронаута у филму Сунце из 2007. године, након чега су се његова гледишта променила ка атеизму. Године 2019, рекао је да католичка вера и даље обликује његову моралност.
Био је вегетаријанац око 15 година, што је, како је навео, било из страха од болести лудих крава, а не због моралних разлога. Такође је имао недоумице у вези са нездравим праксама у агробизнису. Почео је поново да једе месо како би добио на тежини за своју улогу у серији Бирмингемска банда. У интервјуу из 2022. године, изјавио је да се вратио вегетаријанству.

## Јавни имиџ
Суздржан и приватан, Мерфи изражава недостатак интересовања за свет славних, сматрајући црвени тепих „изазовом“ који не жели „превазићи“. Намерно практикује начин живота који не би привукао пажњу таблоида, изјављујући: „Нисам изазивао контроверзе, не варам, не падам пијан“. Радије не говори о свом животу ван глуме и није се појављивао у телевизијским емисијама све до 2010. године, када је гостовао у ирској емисији Late Late Show како би промовисао филм Перијерова награда, али је и тада остао резервисан. Његова интровертна природа и недостатак интересовања за друштвене мреже навели су неке обожаваоце да креирају мимове о његовом дистанцираном понашању током интервјуа и промоција. Упитан 2017. године за мишљење о миму „Разочарани Килијан Мерфи“, одговорио је: „Шта је то мим?“
Године 2015. Мерфи је уврштен на листу 50 најбоље обучених мушкараца магазина GQ, а 2024. је објављено да ће бити ново заштитно лице италијанске луксузне модне куће Versace. Такође је познат као неконвенционални секс-симбол.

## Активизам
Мерфи је учествовао у кампањи Rock the Vote Ireland 2007. године, која је била усмерена на младе бираче поводом општих избора, као и у кампањама за права бескућника у сарадњи са организацијом Focus Ireland. Године 2011. постао је покровитељ истраживачког УНЕСКО Центара за истраживање деце и породице (UCFRC) на Националном универзитету Ирске у Голвеју. Близак је са радом професора Пета Долана, директора UCFRC-а и носиоца UCFRC катедре за децу, младе и грађански ангажман. У фебруару 2012. написао је поруку подршке радницима бивше фабрике Vita Cortex, који су протестовали у својој фабрици, честитајући им што су „истакли оно што је свима нама као нацији изузетно важно“. Мерфи је подржао ирски референдум 2018. године за укидање осмог амандмана устава који је ограничавао приступ абортусима, појавивши се у подкасту The Blindboy Podcast како би охрабрио мушкарце да подрже жене и гласају за укидање амандмана.

## Глумачке заслуге и награде
Мерфијеви најкомерцијалније успешни филмови били су његове бројне сарадње са Ноланом, укључујући Опенхајмер, Почетак, Бетмен почиње и Денкерк. Након успеха Опенхајмера и феномена „Барбенхајмер“, Мерфи је уврштен на листу најутицајнијих личности 2023. године у индустрији забаве и медија, коју је објавио Variety. Међу Мерфијевим делима налазе се и други филмови који су добили похвале критике, попут Тихо место 2 и Ветар који њише јечам.
Током своје каријере добио је више признања, укључујући четири награде Ирског филмског и телевизијског удружења, награду БАФТА, Златни глобус и Оскара.

## Филмографија
| Улоге Килијана Марфија |                                 |               |                           | |
| Година                 | Српски назив                    | Изворни назив | Улога                     | Напомена |
| 1998.                  | Прича о Свитију Барету          |               | бармен Пет                | |
| 1999.                  | Под јарким сунцем               |               | Килик                     | |
| 1999.                  | Ров                             |               | Раг Роквуд                | |
| 2001.                  | Како сада живимо                |               | Пол Монтагју              | ТВ серија; 4 епизоде |
| 2001.                  | На ивици                        |               | Џонатан Брич              | |
| 2001.                  | Како је Хари постао дрво        |               | Гас                       | |
| 2001.                  | Диско свиње                     |               | Дарен/Свиња               | |
| 2002.                  | 28 дана касније                 |               | Џим                       | номинација - Награда Емпајер за најбољег новајлију номинација - МТВ филмска награда за највеће глумачко откриће                                      |
| 2003.                  | Прекид                          |               | Џон                       | |
| 2003.                  | Девојка са бисерном минђушом    |               | Питер                     | |
| 2003.                  | Хладна планина                  |               | Бардолф                   | |
| 2005.                  | Бетмен почиње                   |               | др Џонатан Крејн/Страшило | номинација - МТВ филмска награда за најбољег негативца                                                                                               |
| 2005.                  | Ноћни лет                       |               | Џексон Рипнер             | номинација - Награда Сатурн за најбољу споредну мушку улогу (филм)                                                                                   |
| 2005.                  | Доручак на Плутону              |               | Патрик "Маче" Брејден     | номинација - Златни глобус за најбољег глумца у играном филму (мјузикл или комедија) номинација - Награда Сателит за најбољег глумца у главној улози |
| 2006.                  | Ветар који њише јечам           |               | Дејмијен О'Донован        | |
| 2007.                  | Сунце                           |               | Роберт Капа               | номинација - Британска независна филмска награда за најбољег глумца у главној улози                                                                  |
| 2007.                  | Посматрајући детективе          |               | Нил                       | |
| 2008.                  | Мрачни витез                    |               | др Џонатан Крејн/Страшило | |
| 2008.                  | На рубу љубави                  |               | Вилијам Килик             | |
| 2009.                  | Перијерова награда              |               | Мајкл Макри               | |
| 2009.                  | Вода                            |               | син                       | кратки филм |
| 2010.                  | Градић Пикок                    |               | Џон Скипла                | |
| 2010.                  | Почетак                         |               | Роберт Фишер              | |
| 2010.                  | Трон - Легат                    |               | Едвард Дилинџер Млађи     | камео |
| 2011.                  | Повлачење                       |               | Мартин                    | |
| 2011.                  | Преостало време                 |               | Рејмонд Лион              | |
| 2012.                  | Црвена светла                   |               | Том Бакли                 | |
| 2012.                  | Сломљен                         |               | Мајк Кирнан               | номинација - Британска независна филмска награда за најбољег глумца у споредној улози                                                                |
| 2012.                  | Успон мрачног витеза            |               | др Џонатан Крејн/Страшило | |
| 2013–2022.             | Бирмингемска банда              |               | Томас Шелби               | ТВ серија; |
| 2014.                  | Главу горе, не плачи            |               | Ајван                     | |
| 2014.                  | Виртуелна свест                 |               | агент Доналд Буканан      | |
| 2015.                  | У срцу мора                     |               | Метју Џој                 | |
| 2017.                  | Денкерк                         |               | Шиверинг војник           | |
| 2020.                  | Тихо место 2                    |               | Емет                      | |
| 2023.                  | Опенхајмер                      |               | Роберт Опенхајмер         | |
| 2026.                  | 28 година касније: Храм костију |               | Џим                       | |